# Dolmen in der Balle Mark

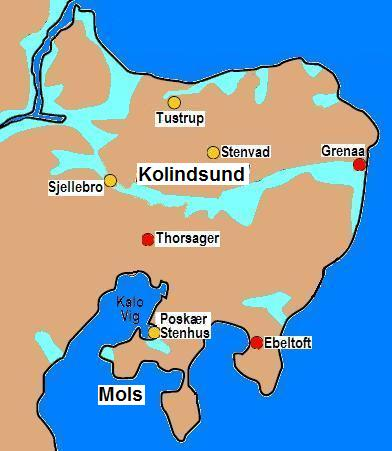
Karte von Djursland mit dem im 19. Jahrhundert trockengelegten Kolindsund (hellblau)

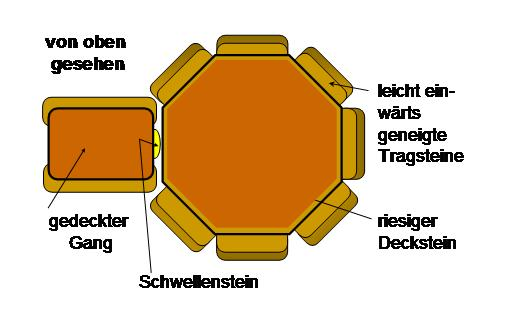
Schema eines (achteckigen) Polygonaldolmens – von oben gesehen

Die Dolmen in der Balle Mark liegen auf einem Feld nördlich von Balle in Djursland in Dänemark.

## Dolmen 1
Der vollständige Polygonaldolmen befindet sich in einem Rundhügel, der ursprünglich von Randsteinen gefasst war. Es ist eine Megalithanlage der jungsteinzeitlichen Trichterbecherkultur (TBK) die zwischen 3500 und 2800 v. Chr. errichtet wurde. Neolithische Monumente sind Ausdruck der Kultur und Ideologie jungsteinzeitlicher Gesellschaften. Ihre Entstehung und Funktion gelten als Kennzeichen der sozialen Entwicklung.
Der schmale und niedrige Gang besteht aus zwei Tragsteinpaaren  und ist mit zwei Decksteinen bedeckt. Am Übergang zwischen der Kammer und dem Gang befindet sich ein doppelter Sturz, der den Druck des einzigen Decksteins mit einem Gewicht von 12 bis 15 Tonnen verteilt. Die kleine, nahezu runde Kammer misst 2,0 × 1,8 m und ist 1,7 m hoch. Sie besteht aus fünf Tragsteinen zwischen denen, an mehreren Stellen ein Trockenmauerwerk aus flachen Platten eingefügt ist. Die Steine stehen mit ihrer flachen Seite zur Kammer hin und bilden mit dem Gang einen hexagonalen Raum.
Es gab keine archäologischen Ausgrabungen. Der Hügel wurde 1887 unter Schutz gestellt. In der Steinzeit war in der Nähe ein schmaler etwa fünf Kilometer langer Fjord des Kattegats, der durch die Landhebung entwässert wurde. Der Runddysse steht jetzt etwa 12 m über dem Meeresspiegel.

## Dolmen 2
In der Balle Mark wurde in den 1880er Jahren ein 1,5 m hoher Rundhügel von etwa 12,0 m Durchmesser mit 23 erhaltenen Randsteinen ausgegraben. Im Zentrum des Hügels lag ein leicht eingetiefter Polygonaldolmen der TBK.
Die etwa Südost-Nordwest orientierte Kammer hat einen hexagonalen Grundriss. Sie hat etwa 2,8 m Durchmesser, weshalb K. Ebbesen von einem „Stordysse“ spricht (was aer nicht der dt. Bezeichnung Großdolmen entspricht). Er ist mit 1,8 m Höhe ungewöhnlich hoch und besteht aus fünf Tragsteinen (plus dem 0,7 m breiten Zugang mit Schwellenstein). Die Tragsteine, zwischen denen Trockenmauerwerk vorhanden ist, sind in der für den Typ charakteristischen Weise nach innen geneigt. Der aus sechs Tragsteinen und Zwischenmauerwerk gebildete Gang ist etwa 3,6 m lang, 0,65 m breit und 1,3 m hoch.
Die Funde bestehen u. a. aus Skelettteilen, vier Dolchen, drei Abschlägen, zwei Meißeln und einem dünnblattigen Beil aus Feuerstein sowie diversen Scherben.